# トラスカルテカ
トラスカルテカ (Tlaxcalteca) は、現在のメキシコ・トラスカラ州に当たる場所に位置したトラスカラ王国に居住していた、原住民ナワ族の中の一部族。

## 先スペイン期
トラスカルテカ族は元々はナワトル語、オトミ語、ピノメ語（英: Pinome language）をそれぞれ話す3つの別々の民族の集まりだったが、最終的にナワトル語の話者が主となった。
メシカ族により早期から攻略が試みられていたが、トラスカルテカ族はついにアステカ三国同盟（アステカ帝国とも）に征服されることはなかった。人身御供のための花戦争に参加させるためにアステカは彼らの独立を許していた。

## スペイン植民地時代

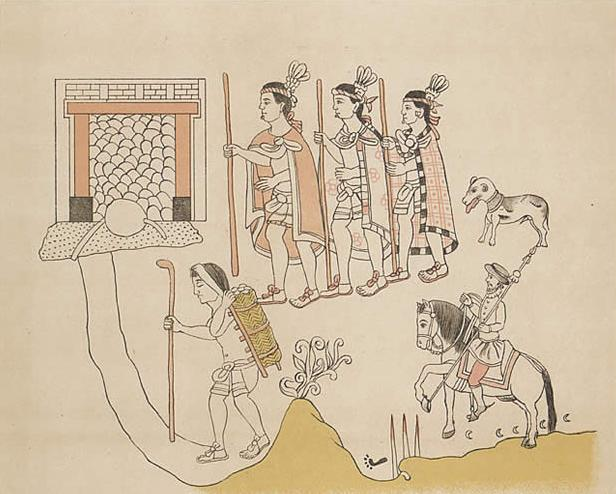
トラスカラの布のトラスカルテカの兵士達がスペインの兵士達をチャルコへ導く絵。

トラスカルテカ族はエルナン・コルテスと彼の仲間のスペインのコンキスタドール達に同盟して、アステカ帝国の首都テノチティトランへの侵略を援助し、アナワク谷（メキシコ盆地）へスペイン人の到達を手伝って、侵略の手がかりを与えた。
スペインによるアステカ帝国の征服におけるスペイン王権との同盟によって、トラスカルテカはメキシコの原住民の中でも、銃を持つ、馬に乗る、貴族の称号を持つ、自身の集落の自治といった特権を享受することになった。トラスカルテカはまた、スペイン人による土地の部族の征服が実り薄い場所であるメキシコ北部（今日のテキサス南東部の一部を含む）のいくつかの集落の建設にも寄与した。 彼らは遊牧の好戦的な部族（チチメカ族として知られる）の居住する地域に連れていかれて、地元の民族集団に対するスペイン王権に従属して定住する原住民集団の手本として鉱山やアシエンダで働いた。
チチメカにおけるトラスカルテカの植民地は今日の州でいうとサン・ルイス・ポトシ州、サカテカス州、ドゥランゴ州、コアウィラ州、ヌエボ・レオン州、ハリスコ州にあたる範囲の集落にあり、ヌエバ・トラスカラ・デ・ヌエストラ・セニョーラ・デ・グアダルーペ・デ・オルカシスタス（Nueva Tlaxcala de Nuestra Señora de Guadalupe de Horcasistas; 現在のグアダルーペ）、サンティアゴ・デ・ラス・サビナス（Santiago de las Sabinas; 現在のサビナス・イダルゴ）、ビリャ・デ・ヌエバ・トラスカラ・デ・キアウィストラン（Villa de Nueva Tlaxcala de Quiahuistlán; 現在のコロトラン）が含まれる。